# 주상방
주상방(朱常淓, 1608년 ~ 1646년 5월 23일), 자는 경일(敬一), 노간왕 주익류(朱翊鏐)의 3남이며 양차비(楊次妃)의 소생이다. 1618년 4월 노왕(潞王)에 봉해졌고, 홍광제가 청나라군에 압송당하자 감국으로 옹립되었다.

## 생애
부왕 주익류가 사망할 당시 주상방은 6세였고, 주익류의 정비인 이씨(李氏)가 번사(藩事)를 처리하였다.
1644년 2월 2일, 유방량(劉芳亮)이 회경부(懷慶府)을 침략하여 바로 동쪽인 하남성 위휘(衛輝)로 쳐들어가 노왕국이 위기에 처했다. 2월 19일 주상방은 성을 버리기로 결정하였고, 먼저 무석(無錫), 난징 순으로 이동했다가 항저우에 도착했다.
1645년 5월, 홍광제가 포로로 잡혔다는 소식이 항저우에 전해졌고, 마사영(馬士英), 완대성(阮大鋮), 주대전(朱大典), 장병정(張秉貞), 하륜(何綸)이 의논하여 주상방을 감국으로 옹립하기로 하였다. 동년 6월 30일 추태후가 주상방을 감국(監國)으로 책봉하여 감국으로써 재위를 시작하였다.
동년 7월 1일, 황도주(黄道周)가 칭제(稱帝)할 것을 건의했으나 마사영의 의견에 따라 진홍범(陳洪範)을 감국의 사신으로 파견하여 청군과 화담하게 하였다. 3일 후, 청군이 항저우에 도달하자 마사영, 완대성, 주대전 등이 모두 도주했고 진홍범만이 항저우로 돌아와 장병정 등과 감국에게 항복할 것을 건의하여 청군을 개성(開城)으로 맞아들인 후 항복하였다. 
동년 9월, 주상방은 포로가 된 홍광제와 일부 남명 관료들과 함께 베이징에 압송되었고, 이듬해인 1646년 5월 23일, 주유숭과 진왕(秦王), 진왕(晉王), 형왕(衡王), 덕왕(德王), 형왕(荆王)은 모반의 죄목으로 처형당했다. 이후 주상방의 처형 소식을 확인한 융무제가 시호를 민왕(閔王)이라 하였다.

## 가족
- 조부: 융경제
- 조모: 효정황태후 이씨
- 부왕: 노간왕(潞簡王) 주익류
- 모후: 양차비
- 본인: 노민왕 주상방